# Америпол
Америпол (англ. Ameripol) — сокращённое название Американского полицейского сообщества (англ. Police Community of the Americas, PCA; исп. Comunidad de Policías de América, CPA) — созданная в 2007 году континентальная полицейская международная организация, основной задачей которой является борьба с наркотиками.
Представители 18 стран официально создали Америпол 14 ноября 2007 года в Боготе, Колумбия. Пост первых трёх лет в качестве исполнительного секретаря занимал генерал Национальной полиции Колумбии Оскар Адольфо Нараньо.
Руководителем Америпола является президент. Президентом Америпола в настоящее время является директор Национальной жандармерии Аргентины Андрес Северино. Заместителем президента является исполнительный секретарь. Эту должность в настоящее время занимает генеральный директор Федеральной полиции Бразилии Паулу Густаву Маюрину.

## Задачи
- Обеспечение общественной безопасности;
- Борьба с терроризмом;
- Борьба с организованной преступностью;
- Борьба с военными преступлениями;
- Борьба с незаконным производством/оборотом наркотиков;
- Борьба с контрабандой оружия;
- Борьба с торговлей людьми;
- Борьба с отмыванием денег;
- Борьба с детской порнографией;
- Борьба с должностными преступлениями;
- Борьба с компьютерными/интернет-преступлениями;
- Борьба с преступлениями в интеллектуальной собственности;
- Борьба с коррупцией.

## Государства-члены
| - Аргентина - Боливия - Бразилия - Гаити - Гватемала - Гондурас | - Доминиканская республика - Колумбия - Коста-Рика - Куба - Мексика - Парагвай | - Перу - Сальвадор - Уругвай - Чили - Эквадор - Ямайка |

## Организации-члены

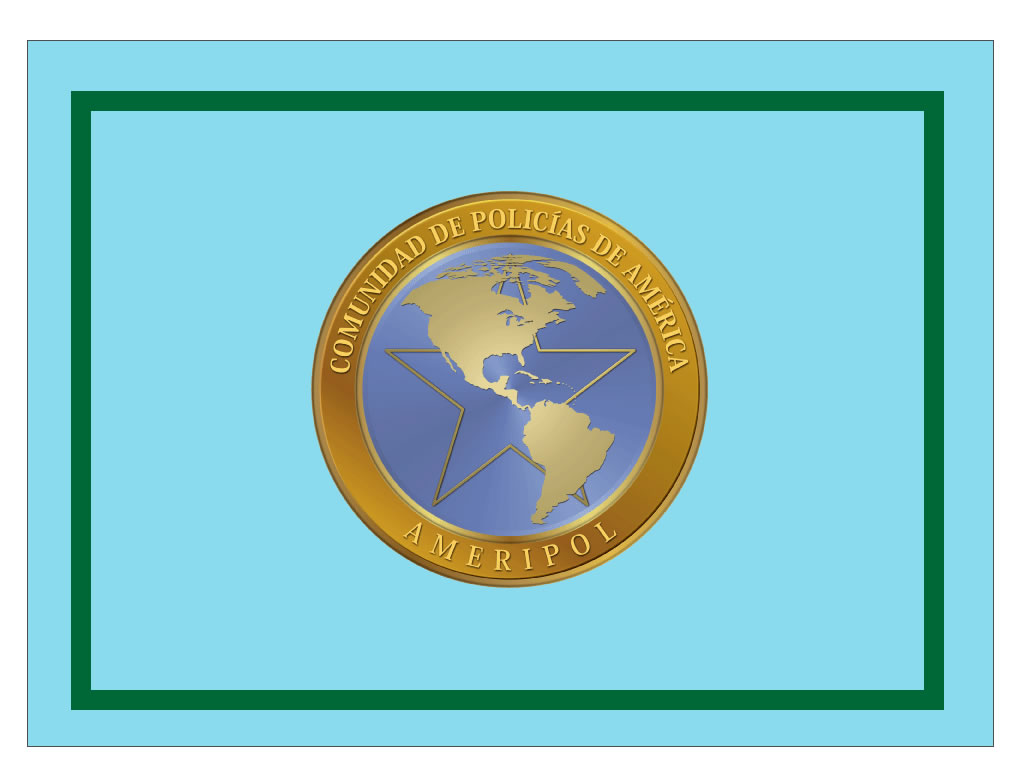
Флаг Америпола

1. Королевская полиция Антигуа и Барбуды
2. Национальная жандармерия Аргентины
3. Департамент полиции Белиза
4. Национальная полиция Боливии
5. Федеральная полиция Бразилии
6. Карабинеры Чили
7. Национальная полиция Колумбии
8. Вооружённые силы Коста-Рики
9. Судебно-следственный департамент Коста-Рики
10. Национально-революционная полиция Кубы
11. Национальная полиция Эквадора
12. Национальная гражданская полиция Сальвадора
13. Управление по борьбе с наркотиками США
14. Полиция Пуэрто-Рико
15. Национальная гражданская полиция Гватемалы
16. Силы полиции Гайаны
17. Национальная полиция Гаити
18. Национальная полиция Гондураса
19. Силы констеблей Ямайки
20. Федеральная полиция Мексики
21. Национальная полиция Никарагуа
22. Национальная полиция Панамы
23. Государственная пограничная служба Панамы
24. Национальная полиция Парагвая
25. Национальная полиция Перу
26. Национальная полиция Доминиканской Республики
27. Силы королевской полиции Сент-Китса и Невиса
28. Силы королевской полиции Сент-Люсии
29. Национальная полиция Уругвая
30. Служба полиции Тринидада и Тобаго

## Исполнительные секретари и президенты
Президенты:
- Хосе Алехандро Берналес (исп. José Alejandro Bernales) (2007—2008)
- Эдуардо Гордон Валькарсель (исп. Eduardo Gordon Valcárcel) (2008—2009)
- Луис Фернанду Коррея (порт. Luiz Fernando Correa) (2009—2010)
- Леандру Даиеллу Коимбра (порт. Leandro Daiello Coimbra) (2011—2012)
- Оскар Адольфо Нараньо (исп. Óscar Adolfo Naranjo) (2012)
- Хосе Роберто Леон Рианьо (исп. José Roberto León Riaño) (2012—2013)
- Родольфо Паломино Лопес (исп. Rodolfo Palomino López) (2013)
- Хуан Хосе Андраде Моралес (исп. Juan José Andrade Morales) (2014—2015)
- Энрике Франсиско Галиндо Себальос (исп. Enrique Francisco Galindo Ceballos) (2016)
- Манелик Кастилья Кравиотто (исп. Manelich Castilla Craviotto) (2016—2017)
- Херардо Хосе Отеро (исп. Gerardo José Otero) (2018—2019)
- Андрес Северино (исп. Andrés Severino) (с 2019)

Исполнительные секретари:
- Оскар Адольфо Нараньо (исп. Óscar Adolfo Naranjo) (2007—2010)
- Факундо Росас Росас (исп. Facundo Rosas Rosas) (2011)
- Марибель Сервантес Герреро (исп. Maribel Cervantes Guerrero) (2012)
- Энрике Франсиско Галиндо Себальос (исп. Enrique Francisco Galindo Ceballos) (2013—2014)
- Фаусто Алехандро Тамайо Севальос (исп. Fausto Alejandro Tamayo Cevallos) (2015)
- Диего Мехия Валенсия (исп. Diego Mejía Valencia) (2015—2017)
- Мигель Рамиро Мантилья Андраде (исп. Miguel Ramiro Mantilla Andrade) (2017—2018)
- Нельсон Умберто Вильегас Убильюс (исп. Nelson Humberto Villegas Ubillús) (2018)
- Маурисиу Лейте Валейсо (порт. Mauricio Leite Valeixo) (2019—2021)
- Роланду Алешандре ди Соуза (порт. Rolando Alexandre de Souza) (2021)
- Паулу Густаву Маюрину (порт. Paulo Gustavo Maiurino) (с 2021)